# Volta a Andalusia 1956
La Volta a Andalusia 1956 va ser la 3a edició de la Volta a Andalusia. La cursa es disputà entre el 8 i el 16 de febrer de 1956, amb un recorregut de 1337,0 km repartits entre un nou etapes, tres d'elles dividides en dos sectors.
El vencedor final fou el mallorquí Miquel Bover, seguit a més de vuit minuts per José Gómez del Moral, vencedor de l'edició anterior. Completà el podi Antón Barrutia. El vencedor de la classificació de la muntanya fou Raúl Motos.

## Etapes
| Etapa | Data         | Recorregut                     | Km    | Vencedor d'etapa  | Líder de la general  | Ref.  |
| ----- | ------------ | ------------------------------ | ----- | ----------------- | -------------------- | ----- |
| 1ª    | 8 de febrer  | Màlaga - Màlaga                | 50,0  | Miquel Bover      | Miquel Bover         | [ 3 ] |
| 2ª    | 9 de febrer  | Màlaga - Granada               | 135,0 | Miquel Bover      | Miquel Bover         | [ 4 ] |
| 3ª    | 10 de febrer | Granada - Linares              | 148,0 | José Saura        | Pedro Guzmán         | [ 5 ] |
| 4ª A  | 11 de febrer | Linares - Cabra                | 169,0 | Raúl Motos        | José Gómez del Moral | [ 6 ] |
| 4ª B  | 11 de febrer | Cabra - Còrdova                | 80,0  | Miguel Alarcón    | Miguel Alarcón       | [ 6 ] |
| 5ª    | 12 de febrer | Còrdova - Sevilla              | 138,0 | José Escolano     | Miguel Alarcón       | [ 7 ] |
| 6ª A  | 13 de febrer | Sevilla - Huelva               | 98,0  | Tomás Onaederrra  | Miguel Alarcón       | [ 8 ] |
| 6ª B  | 13 de febrer | Huelva - Sevilla               | 98,0  | Miguel Garay      | Miguel Alarcón       | [ 8 ] |
| 7ª A  | 14 de febrer | Sevilla - Jerez de la Frontera | 97,0  | Miquel Bover      | Miguel Alarcón       | [ 8 ] |
| 7ª B  | 14 de febrer | Jerez de la Frontera - Cadis   | 54,0  | Rafael López Amat | Miguel Alarcón       | [ 8 ] |
| 8ª    | 15 de febrer | Cadis - La Línea               | 136,0 | José Escolano     | Miquel Bover         | [ 9 ] |
| 9ª    | 16 de febrer | La Línea - Cadis               | 134,0 | Raúl Motos        | Miquel Bover         | [ 2 ] |

## Classificació final
|    | Ciclista                      | Equip                 | Temps       |
| -- | ----------------------------- | --------------------- | ----------- |
| 1  | Miguel Bover                  | Splendid-d'Alessandro | 42h 26' 29" |
| 2  | José Gómez del Moral          |                       | + 8' 07"    |
| 3  | Antón Barrutia                |                       | + 9' 25"    |
| 4  | Antonio Jiménez Quílez        |                       | + 10' 37"   |
| 5  | Francisco Moreno              |                       | + 10' 49"   |
| 6  | Jesús Loroño                  |                       | + 11' 57"   |
| 7  | Juan Manuel Santiago Montilla |                       | + 15' 57"   |
| 8  | Miquel Pacheco Font           |                       | + 17' 52"   |
| 9  | José Constela                 |                       | + 20' 15"   |
| 10 | Pedro Guzmán                  |                       | + 20' 31"   |